# Oluf Høst
Oluf Kristian Alexander Høst (18 maart 1884 in Svaneke, 14 mei 1966 in Gudhjem) was een metafysisch kunstschilder op Bornholm.

## Biografie
Oluf Høst is de enige Bornholmse schilder van de Bornholmse school die ook op Bornholm geboren is. Van 1905 tot 1908 ging hij naar de schilderschool van Gustav Vermehren in Kopenhagen, waar hij les kreeg van Johan Rohde en Harald Giersing.
De vroege werken van Oluf Høst werden beïnvloed door Gustav Vermehrens romantische realisme. Zijn latere werken tonen invloeden van Karl Isakson en Harald Giersing. Høsts stijl wordt veelal geschaard onder expressionisme. Hij schilderde voornamelijk Bornholmse motieven zoals landschappen rond Gudhjem, zijn boerderij en inwoners van Bornholm.

## Prijzen
- 1933: Eckersbergs Medaille
- 1943: Thorvaldsens Medaille

## Museum
In 1998 werd Oluf Høst Museet geopend. Het museum is gevestigd in het huis waar Oluf Høst van 1929 tot aan zijn dood woonde. Het ligt aan de noordzijde van de haven van Gudhjems.
Het museum bevat naast de vele werken van Høst ook een kleine filmzaal en bibliotheek met archiefmateriaal over de schilder. Andere werken zijn o.a. opgenomen in de collectie van het Bornholms Kunstmuseum en het Statens Museum for Kunst.

## Biografie over Oluf Høst
Toen Oluf Høst in 1966 overleed, werden zijn ruim 1800 dagboeken verzegeld en overgedragen aan Det Kongelige Bibliotek. Deze mochten pas na 50 jaar gelezen worden, omdat de dood van Ole Høst, een zoon van Oluf Høst, destijds een precaire kwestie was voor de familie. Ole Høst sneuvelde in 1943 aan het Oostfront in dienst van de SS.
In 2012 werd een biografie van Høst (Oluf Høst: Jeg blev væk i mig selv) uitgegeven die op deze dagboeken is gebaseerd.
- Bibsys: 90986713
- Bibliothèque nationale de France: cb149693982 (data)
- Gemeinsame Normdatei: 118977199
- International Standard Name Identifier: 0000 0000 7692 4892
- KulturNav: 9e0b244c-402f-4cdb-8501-d2545909443c
- Library of Congress Control Number: n79079375
- Nederlandse Thesaurus van Auteursnamen: 26846099X
- RKD-Nederlands Instituut voor Kunstgeschiedenis: 39913
- LIBRIS: 331818
- Système universitaire de documentation: 228308399
- Union List of Artist Names: 500027591
- Virtual International Authority File: 69202660
- WorldCat: E39PBJyxpcWXrXqdGCmvGRTWDq